# 10 000 mètres masculin aux Jeux olympiques d'été de 1984
Navigation
Moscou 1980 Séoul 1988
L'épreuve du 10 000 mètres masculin aux Jeux olympiques de 1984 s'est déroulée les 3 et 6 août 1984 au Memorial Coliseum de Los Angeles, aux États-Unis.  Elle est remportée par l'Italien Alberto Cova.

## Résultats

### Finale
| Rang               | Athlète           | Pays                 | Performance    |
| ------------------ | ----------------- | -------------------- | -------------- |
| Médaille d'or      | Alberto Cova      | Italie               | 27 min 47 s 54 |
| Médaille d'argent  | Mike McLeod       | Royaume-Uni          | 28 min 06 s 22 |
| Médaille de bronze | Mike Musyoki      | Kenya                | 28 min 06 s 46 |
| 4                  | Salvatore Antibo  | Italie               | 28 min 06 s 50 |
| 5                  | Christoph Herle   | Allemagne de l'Ouest | 28 min 08 s 21 |
| 6                  | Sosthenes Bitok   | Kenya                | 28 min 09 s 01 |
| 7                  | Yutaka Kanai      | Japon                | 28 min 27 s 06 |
| 8                  | Steve Jones       | Royaume-Uni          | 28 min 28 s 08 |
| 9                  | John Treacy       | Irlande              | 28 min 28 s 68 |
| 10                 | Ahmed Musa Jouda  | Soudan               | 28 min 29 s 43 |
| 11                 | Zephaniah Ncube   | Zimbabwe             | 28 min 31 s 61 |
| 12                 | Nick Rose         | Royaume-Uni          | 28 min 31 s 73 |
| 13                 | Zakariah Barie    | Tanzanie             | 28 min 32 s 28 |
| 14                 | Joseph Nzau       | Kenya                | 28 min 32 s 57 |
| 15                 | Pat Porter        | États-Unis           | 28 min 34 s 59 |
| 16                 | Masanari Shintaku | Japon                | 28 min 55 s 54 |
| —                  | Fernando Mamede   | Portugal             | DNF            |
| DQ                 | Martti Vainio     | Finlande             | 27 min 51 s 10 |

## Légende
Records et Performances
- AR : Record continental (area record)
- CR : Record des championnats (championship record)
- MR : Record du meeting (meet record)
- NR : Record national (national record)
- OR : Record olympique (olympic record)
- PR : Record paralympique (paralympic record)
- PB : Record personnel (personal best)
- SB : Meilleure performance personnelle de la saison (season's best)
- WL : Meilleure performance mondiale de l'année (world leader)
- WJR : Record du monde junior (world junior record)
- WR : Record du monde (world record)

Circonstances et Conditions
- DNF : N'a pas terminé (did not finish)
- DNS : N'a pas pris le départ (did not start)
- DQ : Disqualification (disqualification)
- NM : Aucun essai valable enregistré (No Mark)
- Q : Qualifié « directement » au prochain tour (ou à la prochaine compétition), lors d'une compétition majeure, grâce au classement ou à la réalisation des minima (automatic qualifier)
- q : Qualifié au prochain tour (ou à la prochaine compétition), lors d'une compétition majeure, grâce au repêchage ou à la réalisation de l'une des meilleures performances parmi celles des « non qualifiés directement » (grâce au meilleur temps ou à la meilleure distance par exemple) (secondary qualifier)